# Bačka
Bačka és un poble i municipi d'Eslovàquia. Es troba a la regió de Košice, a l'est del país.

## Història
La primera referència escrita de la vila data del 1214.

## Demografia
| Godina             | 1994 | 2004    | 2014  | 2024    |
| ------------------ | ---- | ------- | ----- | ------- |
| Nombre de persones | 545  | 600     | 651   | 576     |
| Diferència         |      | +10,09% | +8,5% | −11,52% |

| Godina             | 2023 | 2024   |
| ------------------ | ---- | ------ |
| Nombre de persones | 581  | 576    |
| Diferència         |      | −0,86% |